# Hereford (Texas)
Hereford is een plaats (city) in de Amerikaanse staat Texas, en valt bestuurlijk gezien onder Deaf Smith County.

## Demografie
Bij de volkstelling in 2000 werd het aantal inwoners vastgesteld op 14.597.
In 2006 is het aantal inwoners door het United States Census Bureau geschat op 14.531, een daling van 66 (-0,5%).

## Geografie
Volgens het United States Census Bureau beslaat de plaats een oppervlakte van
14,5 km², geheel bestaande uit land.

## Plaatsen in de nabije omgeving
De onderstaande figuur toont nabijgelegen plaatsen in een straal van 48 km rond Hereford.

## Geboren
- Edgar Mitchell (1930-2016), astronaut